# ادی ردمین
ادوارد جان دیوید ردمین (انگلیسی: Edward John David Redmayne؛ زادهٔ ۶ ژانویهٔ ۱۹۸۲) بازیگر و مدل انگلستانی است. او برای بازی در فیلم‌های زندگی‌نامه‌ای شناخته شده در طول حرفهٔ خود افتخارات گوناگونی از جمله یک جایزهٔ اسکار، یک جایزهٔ گلدن گلوب و یک جایزهٔ فیلم بفتا دریافت کرده‌است. ردمین بازیگری حرفه‌ای خود را در تئاتر وست اند آغاز کرد و نخستین فعالیت خود را در سال ۱۹۹۶ با حضور در نقش مهمان در تلویزیون تجربه کرد. نخستین فیلم‌های او مثل ذهن‌ها و چوپان خوب هردو در سال ۲۰۰۶ منتشر شدند. ردمین با نمایش‌های قرمز از ۲۰۰۹ تا ۲۰۱۰ و ریچارد دوم از ۲۰۱۱ تا ۲۰۱۲ به روی صحنه رفته‌است. او برای قرمز جایزهٔ تونی بهترین بازیگر نقش اول مرد در یک نمایش را دریافت کرد.
پیشرفت سینمایی ردمین با بازی در نقش کالین کلارک در فیلم درام زندگی‌نامه‌ای هفته‌ای که با مریلین گذراندم (۲۰۱۱) و ماریوس پونتمرسی در فیلم موزیکال بینوایان (۲۰۱۲) ساختهٔ تام هوپر حاصل شد. او برای به تصویر کشیدن نقش فیزیک‌دان استیون هاوکینگ در درام نظریهٔ همه‌چیز (۲۰۱۴) جایزهٔ اسکار بهترین بازیگر نقش اول مرد را کسب کرد. او همچنین برای ایفای نقش یک هنرمند ترنس‌جندر در دختر دانمارکی (۲۰۱۵) بار دیگر نامزد دریافت جایزهٔ اسکار بهترین بازیگر نقش اول مرد شد. ردمین از سال ۲۰۱۶ نقش نیوت اسکامندر را در مجموعهٔ فیلم‌های جانوران شگفت‌انگیز ایفا می‌کند.

## بیوگرافی و آغاز

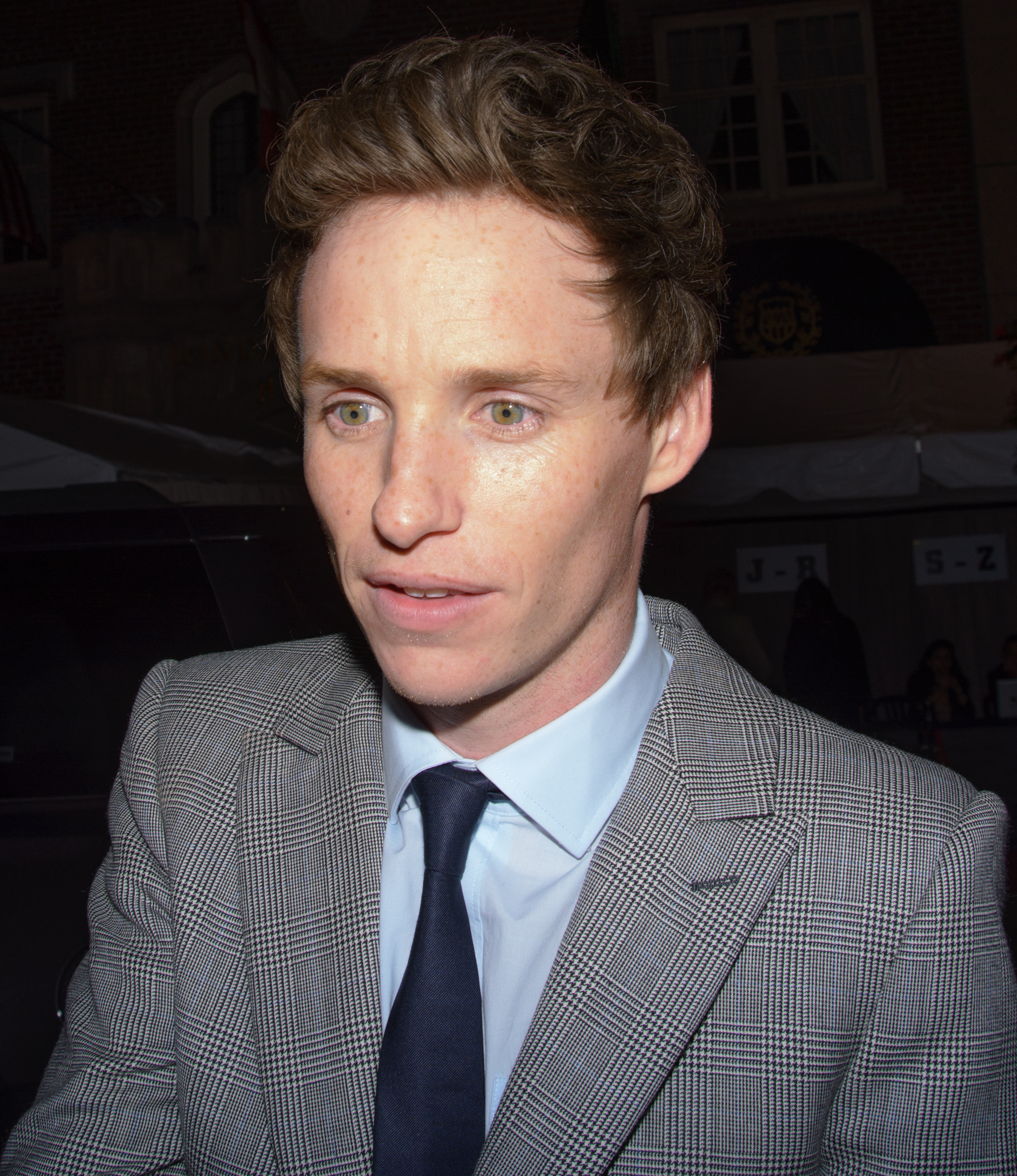
ادی ردمین در حال ورود به انجمن مطبوعات خارجی هالیوود در جشنواره بین المللی فیلم تورنتو ۲۰۱۴.

ردمین در ششم ژانویه سال ۱۹۸۲ در خانواده‌ای ۷ نفره در شهر لندن انگلستان متولد شد. اِدی در دوران دانشگاه در رشته تاریخِ هنر به تحصیل پرداخت اما همیشه به دلیل تشویق‌های والدینش که وی را ترغیب به خواندن داستانهای ادبی و نمایشنامه‌های مختلف می‌کردند، خیلی زود به سمت هنر بازیگری کشیده شد و در دوران تحصیل در نمایش‌های زیادی از جمله «اولیور» به کارگردانی سم مندز حضور یافت.
حضور مداوم ردماین در عرصه نمایش سبب افزایش تجربه‌های او در زمینه بازیگری شد به حدی که وی تبدیل به ستاره‌ای در عرصه تئاتر لندن شد و جوایز معتبری در این راه کسب کرد. ردماین پس از موفقیت در عرصه تئاتر موفق شد در اولین قدم در عرصه سینما در فیلم «چوپان خوب» به کارگردانی رابرت دنیرو ایفای نقش کند و پس از آن در سال ۲۰۰۷ در فیلم «الیزابت: عصر طلایی» حضوری موفق را تجربه کرد.
اِدی ردماین پس از ایفای نقش در فیلم هفته من با مرلین که دربارهٔ بخشی از زندگی مرلین مونرو بود که تحسین منتقدان را به همراه داشت، در فیلم «بینوایان» در نقش ماریوس ظاهر شد که هنر آوازخوانی او در این فیلم توجه بسیاری را به خود جلب کرد و نام او را به عنوان بازیگری قدرتمند در عرصه سینما بر سر زبانها انداخت.

## فیلم‌شناسی

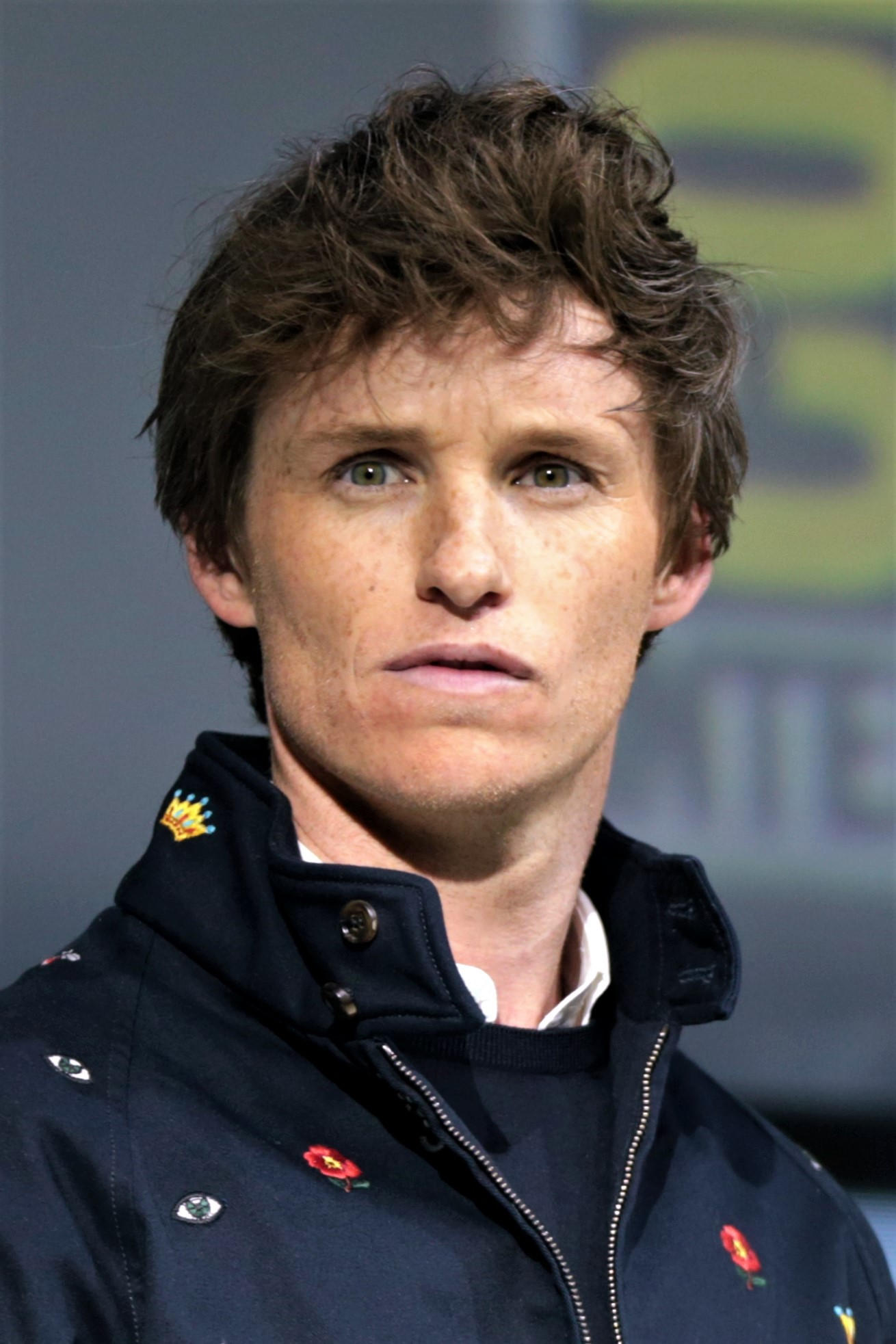
ردمین در کامیک-کان سن دیگو ۲۰۱۸

### فیلم
| به فیلم‌هایی اشاره دارد که هنوز اکران نشده‌اند | به فیلم‌هایی اشاره دارد که هنوز اکران نشده‌اند |

| سال  | عنوان                                | نقش                  | یادداشت | منبع   |
| ---- | ------------------------------------ | -------------------- | ------- | ------ |
| ۲۰۰۶ | ذهن‌های مشابه                         | الکس فوربس           |         | [ ۶ ]  |
| ۲۰۰۶ | چوپان خوب                            | ادوارد ویلسون جونیور |         | [ ۷ ]  |
| ۲۰۰۷ | الیزابت: دوران طلایی                 | آنتونی بابینگتون     |         | [ ۸ ]  |
| ۲۰۰۷ | وقار وحشی                            | آنتونی باکلند        |         | [ ۹ ]  |
| ۲۰۰۸ | دختر دیگر بولین                      | ویلیام استافورد      |         | [ ۱۰ ] |
| ۲۰۰۸ | آبی نیلگون                           | کوورتی دولیتل        |         | [ ۱۱ ] |
| ۲۰۰۸ | دستمال زرد                           | گوردی                |         | [ ۱۲ ] |
| ۲۰۰۹ | ۳۹ باشکوه                            | رالف کیز             |         | [ ۱۳ ] |
| ۲۰۱۰ | مرگ سیاه                             | اسموند               |         | [ ۱۴ ] |
| ۲۰۱۱ | ساده‌لوح                              | ادی کریزر            |         | [ ۱۵ ] |
| ۲۰۱۱ | هفته‌ای که با مریلین گذراندم          | کالین کلارک          |         | [ ۱۶ ] |
| ۲۰۱۲ | بینوایان                             | ماریوس پونتمرسی      |         | [ ۱۷ ] |
| ۲۰۱۴ | نظریه همه‌چیز                         | استیون هاوکینگ       |         | [ ۱۸ ] |
| ۲۰۱۵ | صعود ژوپیتر                          | بالم ابراساکس        |         | [ ۱۹ ] |
| ۲۰۱۵ | دختر دانمارکی                        | لیلی البه            |         | [ ۲۰ ] |
| ۲۰۱۵ | سودور افسانه گنج گمشده               | رایان (صدا)          |         | [ ۲۱ ] |
| ۲۰۱۶ | جانوران شگفت‌انگیز و زیستگاه آن‌ها     | نیوت اسکامندر        |         | [ ۲۲ ] |
| ۲۰۱۸ | انسان‌های نخستین                      | داگ (صدا)            |         | [ ۲۳ ] |
| ۲۰۱۸ | جانوران شگفت‌انگیز: جنایات گریندل‌والد | نیوت اسکامندر        |         | [ ۲۴ ] |
| ۲۰۱۹ | هوانوردان                            | جیمز گلایشر          |         | [ ۲۵ ] |
| ۲۰۲۰ | دادگاه شیکاگو هفت                    | تام هیدن             |         | [ ۲۶ ] |
| ۲۰۲۲ | جانوران شگفت‌انگیز: اسرار دامبلدور    | نیوت اسکامندر        |         | [ ۲۷ ] |
| ۲۰۲۲ | پرستار خوب                           | چارلز کالن           |         | [ ۲۸ ] |

### تلویزیون
| سال  | عنوان                                                                 | نقش            | یادداشت                         | منبع   |
| ---- | --------------------------------------------------------------------- | -------------- | ------------------------------- | ------ |
| ۱۹۹۸ | کشتی حیوانات                                                          | جان هاردی      | قسمت: «Bannies in the Bathroom» | [ ۲۹ ] |
| ۲۰۰۳ | پزشک‌ها                                                                | راب هانتلی     | قسمت: «Crescendo»               | [ ۳۰ ] |
| ۲۰۰۵ | الیزابت اول                                                           | ارل ساوتهمپتون | قسمت: «ساوت‌همپتون»              | [ ۳۱ ] |
| ۲۰۰۸ | تس از دبرویلز                                                         | فرشته کلر      | ۴ قسمت                          | [ ۳۲ ] |
| ۲۰۱۰ | ستون‌های زمین                                                          | جک جکسون       | ۸ قسمت                          | [ ۳۳ ] |
| ۲۰۱۲ | آواز پرندگان                                                          | استفن رایسفورد | ۲ قسمت                          | [ ۳۴ ] |
| ۲۰۱۵ | هنر جنگ با ادی ردمین                                                  | خودش           | مستند                           | [ ۳۵ ] |
| ۲۰۱۷ | سی‌بی‌بی‌سی از دنیای جادوگرانه هری پاتر و جانوران شگفت‌انگیز بازدید می‌کند | خودش           | مستند                           | [ ۳۶ ] |

۲۰۲۴ - حال ، روز شغال ، شغال ، ۸ قسمت

### تئاتر
| سال       | عنوان                     | نقش          | یادداشت                        | منبع          |
| --------- | ------------------------- | ------------ | ------------------------------ | ------------- |
| ۲۰۰۲      | شب دوازدهم                | ویولا        | گلوب شکسپیر                    | [ ۳۷ ]        |
| ۲۰۰۳      | "استاد هارولد"... و پسرها | استاد هارولد | تئاتر اوری‌من                   | [ ۳۸ ]        |
| ۲۰۰۴      | بز یا سیلویا کیست؟        | بیلی         | تئاتر آلمیدا                   | [ ۳۹ ]        |
| ۲۰۰۴      | هکوبا                     | پولیدوروس    | کالاسرای دونمار                | [ ۴۰ ]        |
| ۲۰۰۸      | حالا یا بعد               | جان جونیور   | تئاتر سلطنتی                   | [ ۴۱ ]        |
| ۲۰۰۹–۲۰۱۰ | قرمز                      | کن           | کالاسرای دونمار تئاتر جان گلدن | [ ۴۲ ] [ ۴۳ ] |
| ۲۰۱۱–۲۰۱۲ | ریچارد دوم                | ریچارد دوم   | کالاسرای دونمار                | [ ۴۴ ]        |
| ۲۰۲۱–۲۰۲۲ | کاباره                    | امسی         | خانه تئاتر                     | [ ۴۵ ]        |

### بازی‌های ویدیویی
| سال  | عنوان     | نقش           |
| ---- | --------- | ------------- |
| ۲۰۱۶ | ابعاد لگو | نیوت اسکامندر |